# Анива (залив)
Анива (на руски: Анива) е залив в южната част на Охотско море, на южния бряг на остров Сахалин, Сахалинска област на Русия, между полуостровита Крильонски на запад и Тонино-Анивски на изток. Широко е отворен на юг към протока Лаперуз, който го свързва с Японско море. Ширина на входа, между нос Крильон на югозапад и нос Анива на югоизток 104 km, дължина 90 km, максимална дълбочина 93 m. Стеснената му северна част носи името бухта (плитък залив) Лососей. На северния му бряг са разположени градовете Анива и Корсаков.
Заливът Анива е открит на 14 юли 1643 г. от холандския мореплавател Мартин Геритсон де Фриз по време на експедицията му в северозападната част на Тихия океан. През 1785 г. японският топограф Могами Токунай извършва първата топографска снимка на крайбрежието на залива, която през 1853 г. е осъвременена и детайлно допълнена от руския флотски лейтенант Николай Рудановски, участник в експедицията на капитан Генадий Невелски.